# Адриатические венеты

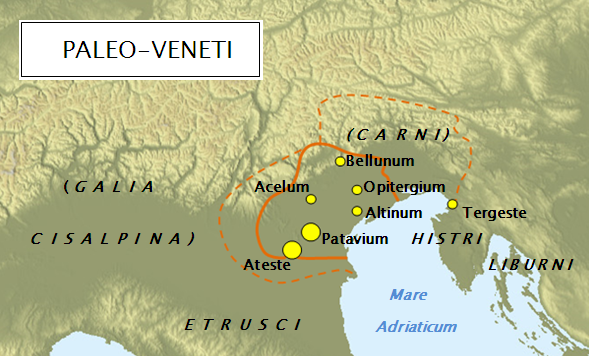
Венеты

Вене́ты (греч. ’Ενετοί, лат. Veneti) — группа племён, населявших северное побережье Адриатического моря, к северо-востоку от реки По. Позднее по имени венетов эта область получила название Венетия (откуда город Венеция и современная область Венеция). Венеты появились здесь в XII—XI веках до н. э. и по свидетельству Плиния Старшего, Юстина, Тита Ливия и др. переселились сюда из Малой Азии, где также носили имя «вене́ты». Предположительно связаны с Атестинской археологической культурой.
Главные города — Атесте (совр. Эсте) и Патавиум (совр. Падуя). Венеты были союзниками римлян в их борьбе с галльскими племенами (IV век до н. э.) и во время Второй Пунической войны (218—201 гг. до н. э.) против карфагенского полководца Ганнибала. В начале II века до н. э. началась римская колонизация области расселения венетов, которая с 183 г. до н. э. вошла в состав римской провинции Цизальпийская Галлия. В 89 г. до н. э. венеты получили права латинского гражданства, в 49 г. до н. э. — римского гражданства. После реформ Октавиана Августа земли венетов вошли в Регион X (Венетия и Истрия) италийских владений римлян.

## Язык и происхождение
Сохранилось более 300 надписей на венетском языке.
Г. Хирт в книге «Индогерманцы» считал венетов (впоследствии адриатических) — одним из иллирийских народов группы centum, наряду с мессапами и македонянами, изначально жившим в Паннонии.
Дж. Бонфанте (1931) поместил венетский в качестве самостоятельного языка, промежуточного между: 1) балтскими, 2) италийскими и 3) фрако-фриго-иллиро-албанскими. Со всеми тремя группами он имел языковые связи.
Х. Краэ, специалист по иллирийским языкам, опубликовал своё исследование по венетскому в 1950 году. Он считал венетский самостоятельным индоевропейским языком, занимающим промежуточное положение между латинским, иллирийским и германским.
«Р. Мух считает венедов иллирийской народностью, а последние гипотезы Шахматова и Пейскера считают венетов кельтами на основании якобы кельтской терминологии водных путей на территории прародины венедов».
Л. Нидерле (1956) не разделяет адриатических и балтийских венетов. Он уверен в славянской принадлежности и тех и других, но при этом не исключает кельтского влияния и даже считает название «венеты» кельтским словом: «Самое большее, что можно допустить, это то, что если венеты и были кельтского происхождения, то их славянизация произошла задолго до I в. н. э. Что же касается моей точки зрения, то я не сомневаюсь в том, что венеды Плиния, Тацита и Птолемея, так же как венеды Иордана, Прокопия и более поздних историков, всегда были славянами. Их наименование — венды, венеды — не было собственно славянским, а являлось, очевидно, названием чуждого происхождения, которое дали славянам их соседи. Значительная распространённость названия с основой vind или vend на землях, заселённых когда-то кельтами, даёт основание предположить, что эти названия кельтского происхождения».
В. Хенсель (1988) считает, что венеты — изначально неславянское племя, было славянизировано «праславянами» в 1-м тысячелетии до н. э., в результате чего разделилось на 2 части: «В Польше передвижение праславян на запад после 1000 г. до н. э. вплоть до Одры привело к тому, что часть живших здесь венетских племён подверглась процессу славянизации… после 1000 г. до н. э. наименование венетов относилось к двум разным этническим группам: а) населению, говорящему на венетском языке, и б) славянским племенам (венеды, венды)».
Р. Штайн и Дж. Томеццоли (2020) в своём исследовании венедских личных имён, делают вывод, что около 24 % венетов имело славянские корни.
По данным топонимики, к венетам могли быть близки соседние народы карны, истры и либурны.

### Исследования
- Лукьянов А. Италия и ранний Рим. 2014.
- Chieco Bianchi, Anna Maria [et al.] (1988). Italia: omnium terrarum alumna: la civiltà dei Veneti, Reti, Liguri, Celti, Piceni, Umbri, Latini, Campani e Iapigi. Milano: Scheiwiller.
- Lejeune, Michel (1974). Manuel de la langue vénète. Heidelberg: Indogermanische Bibliothek, Lehr- und Handbücher.
- Pellegrini, Giovanni Battista (1967). La lingua venetica / G.B. Pellegrini, A.L. Prosdocimi. Padova: Istituto di glottologia dell'Università di Padova.
- Prosdocimi, Aldo (2002). Trasmissioni alfabetiche e insegnamento della scrittura, in AKEO. I tempi della scrittura. Veneti antichi: alfabeti e documenti, Catalogo della Mostra (Montebelluna, dicembre 2001-maggio 2002). Montebelluna, pp. 25-38.
- Prosdocimi, Aldo (2002). Veneti, Eneti, Euganei, Ateste: i nomi, in AA.VV., Este preromana: una città e i suoi santuari. Treviso: Canova, pp. 45-76.
- Wallace, Rex (2004). Venetic in Roger D. Woodard (ed.), The Cambridge Encyclopedia of the World’s Ancient Languages, University of Cambridge, pp. 840—856. ISBN 0-521-56256-2